# Знаменка (Томская область)
Знаменка — исчезнувшая деревня в Молчановском районе Томской области России. На момент упразднения входила в состав Прогрессовского сельсовета. Упразднена в 1972 году.

## География
Располагалась на левом берегу реки Обь, в 2 км к северо-западу от села Нарга.

## История
Деревня была основана в 1909 году. В 1926 году посёлок Знаменский состоял из 117 хозяйств. В административном отношении являлась центром Знаменского сельсовета Молчановского района Томского округа Сибирского края.
В 1950-е годы в состав деревни был включен посёлок "Левый берег Оби".
Решением Томского облисполкома от 20.07.1972 № 187 деревня исключена из учётных данных.

## Население
| 1926 | 1939 | 1952 | 1959 | 1970 |
| ---- | ---- | ---- | ---- | ---- |
| 557  | ↗655 | ↘230 | ↘134 | ↘2   |

Согласно переписи 1926 года основным населением деревни были мордва.